# Rheinland-Pfälzisches Feuerwehrmuseum Hermeskeil

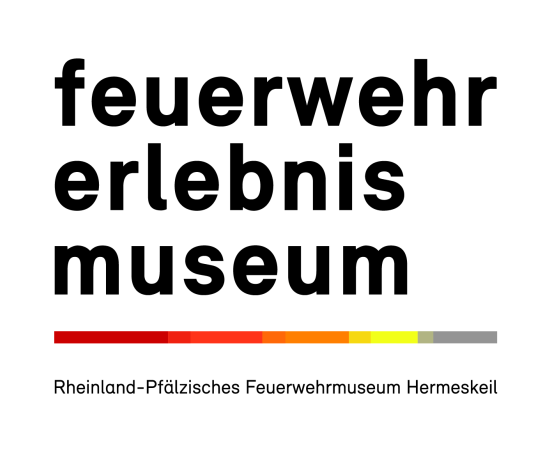

Das Rheinland-Pfälzische Feuerwehrmuseum Hermeskeil, das auch unter der Eigenbezeichnung „feuerwehr erlebnis museum“ firmiert, ist ein als interaktive Erlebnisausstellung konzipiertes Museum zu den Themen Feuer und Feuerwehr, das in der Innenstadt von Hermeskeil angesiedelt ist.

## Geschichte

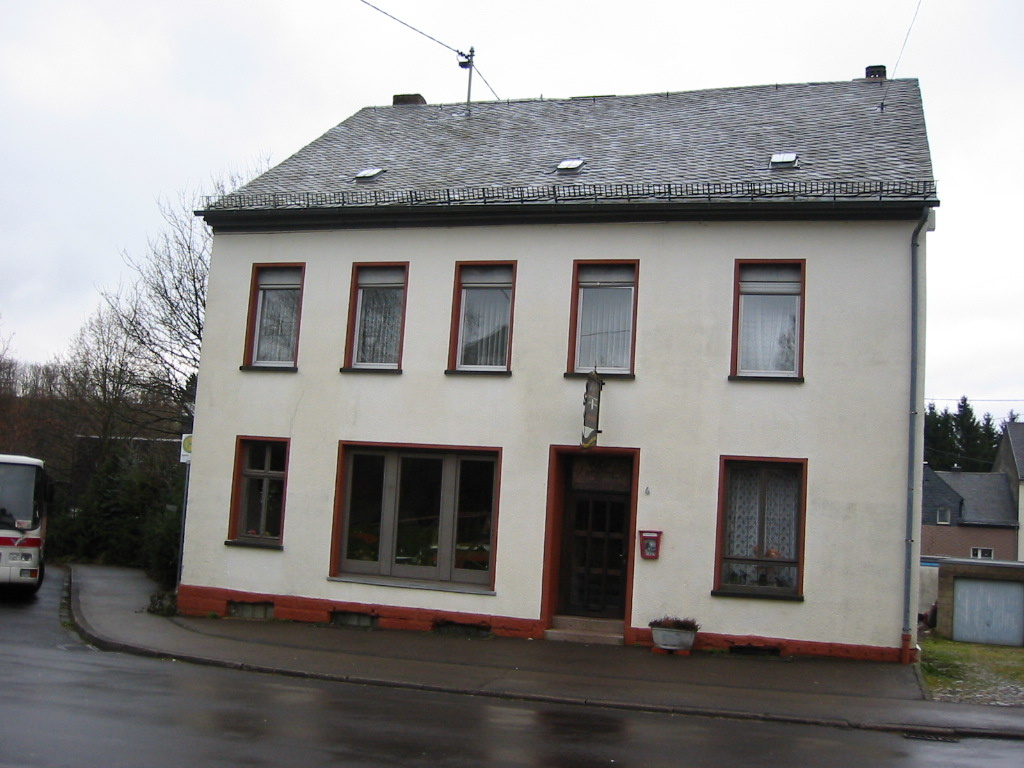
Museum von 1995 bis 2006

Im Herbst 1990 erhielt die Freiwillige Feuerwehr Hermeskeil ein Tanklöschfahrzeug TLF 15/48 (Magirus-Deutz, Baujahr 1950) zurück, das von 1950 bis 1961 in Hermeskeil Dienst getan hatte und anschließend an eine Werkfeuerwehr im Saarland verkauft worden war. Dieses Feuerwehrfahrzeug wurde zerlegt, die Einzelteile wurden renoviert und wieder zusammengebaut, und so konnte dieser Oldtimer im März 1991 zur Einweihung des neuen Löschgruppenfahrzeugs LF 16 der Bevölkerung präsentiert werden. Im Sommer 1991 fand das gesamtdeutsche Feuerwehr-Oldtimertreffen in Dibbersen bei Hamburg statt, an dem fünf Hermeskeiler Feuerwehrangehörige mit dem TLF 15/48 teilnahmen. Dort kam es zum Kontakt mit Vertretern der Arbeitsgemeinschaft Deutscher Feuerwehrmuseen. So entstand der Plan zur Schaffung eines Feuerwehrmuseums, weil Neuanschaffungen zur Auslagerung zwangen.
Im Jahr 1995 konnte ein altes Haus am Bahnhof übernommen werden, das in Eigenleistung von der Feuerwehr Hermeskeil unter ihrem damaligen Wehrführer Ernst Blasius renoviert und zum Museum umgebaut wurde. Die Vitrinen wurden aus Fensterresten selbst gebaut. Das Museum wuchs auf drei Etagen mit einer Gesamtausstellungsfläche von ca. 300 m² an. Neben dem Museum am Bahnhof gab es noch ein Depot in einer Fabrikhalle, in der die Oldtimer untergestellt waren. Am 17. April 1999 wurde das Feuerwehrmuseum Feuerpatsche Hermeskeil nach fünfjähriger Aufbauarbeit eingeweiht, nachdem es bis zu diesem Zeitpunkt noch „Feuerwehrmuseum im Aufbau“ geheißen und mehrmals im Jahr für Besucher geöffnet hatte. Der Weg bis zur Eröffnung dauerte knapp zehn Jahre.

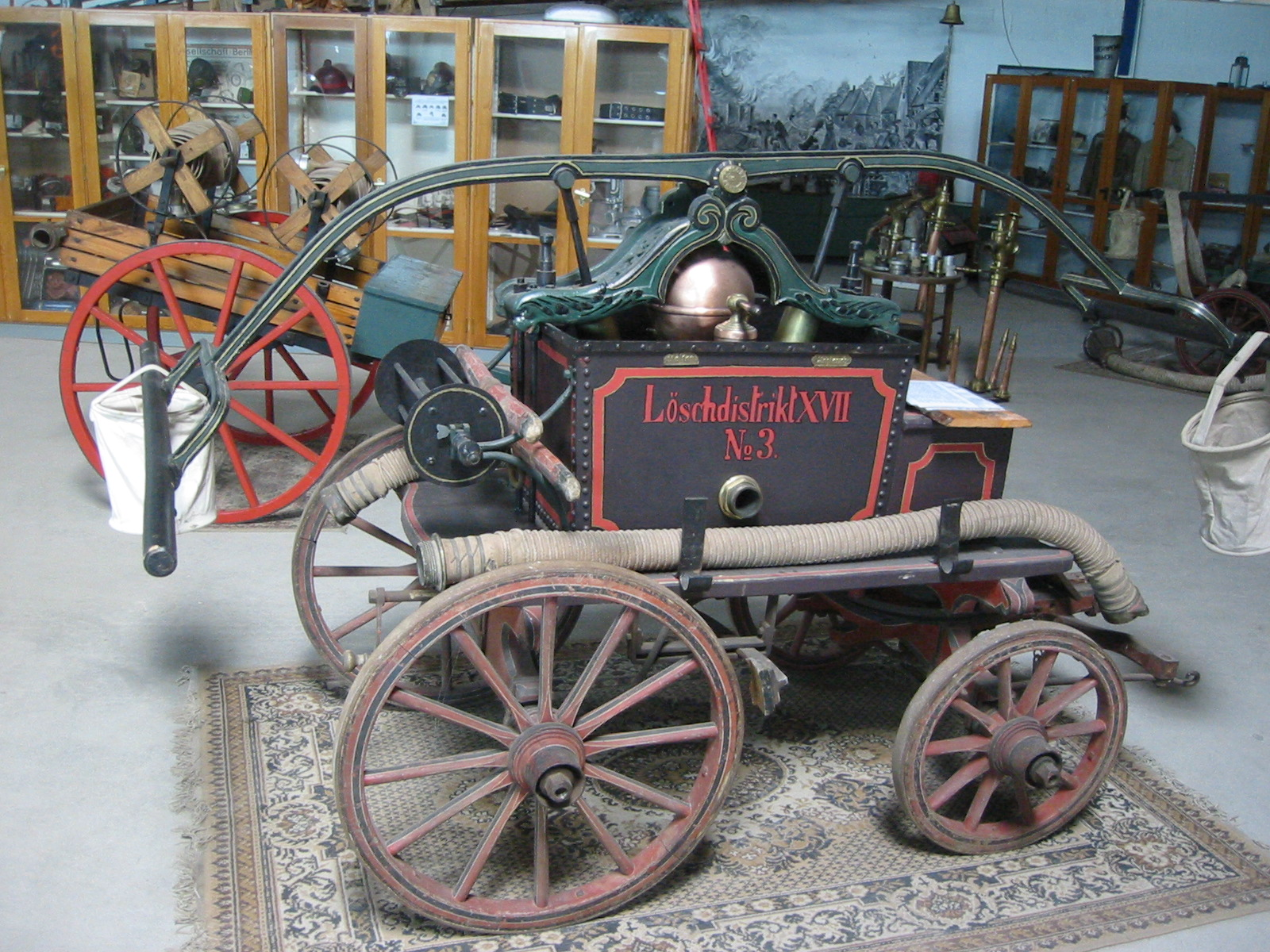
Museum von 2006 bis 2014

Im Herbst 2006 musste das Haus am Bahnhof wegen Brandschutzauflagen geschlossen werden. Das Museum wurde in eine damals noch als Museumsdepot dienende, leerstehende Fabrikhalle im Industriegebiet Hermeskeil verlegt. Es entstanden Planungen für einen Neubau mit ca. 1000 m² Ausstellungsfläche. Hierzu wurde am 28. August 2007 ein Förder- und Trägerverein gegründet, der das neue Museum, das im Besitz der Stadt Hermeskeil sein sollte, betreiben wollte. Die Zusammenarbeit mit dem Landesfeuerwehrverband Rheinland-Pfalz wurde weiter intensiviert. Der Status eines Landesmuseums wurde nicht erreicht. Es erfolgte eine Umbenennung in Rheinland-Pfälzisches Feuerwehrmuseum Hermeskeil. Vom Vorstand des Fördervereins, der auch das Museum betreibt, wurde Ernst Blasius, der bisher maßgeblich am Aufbau des Museums beteiligt gewesen war und auch als dessen Initiator angesehen werden kann, zum ersten Museumsleiter berufen.

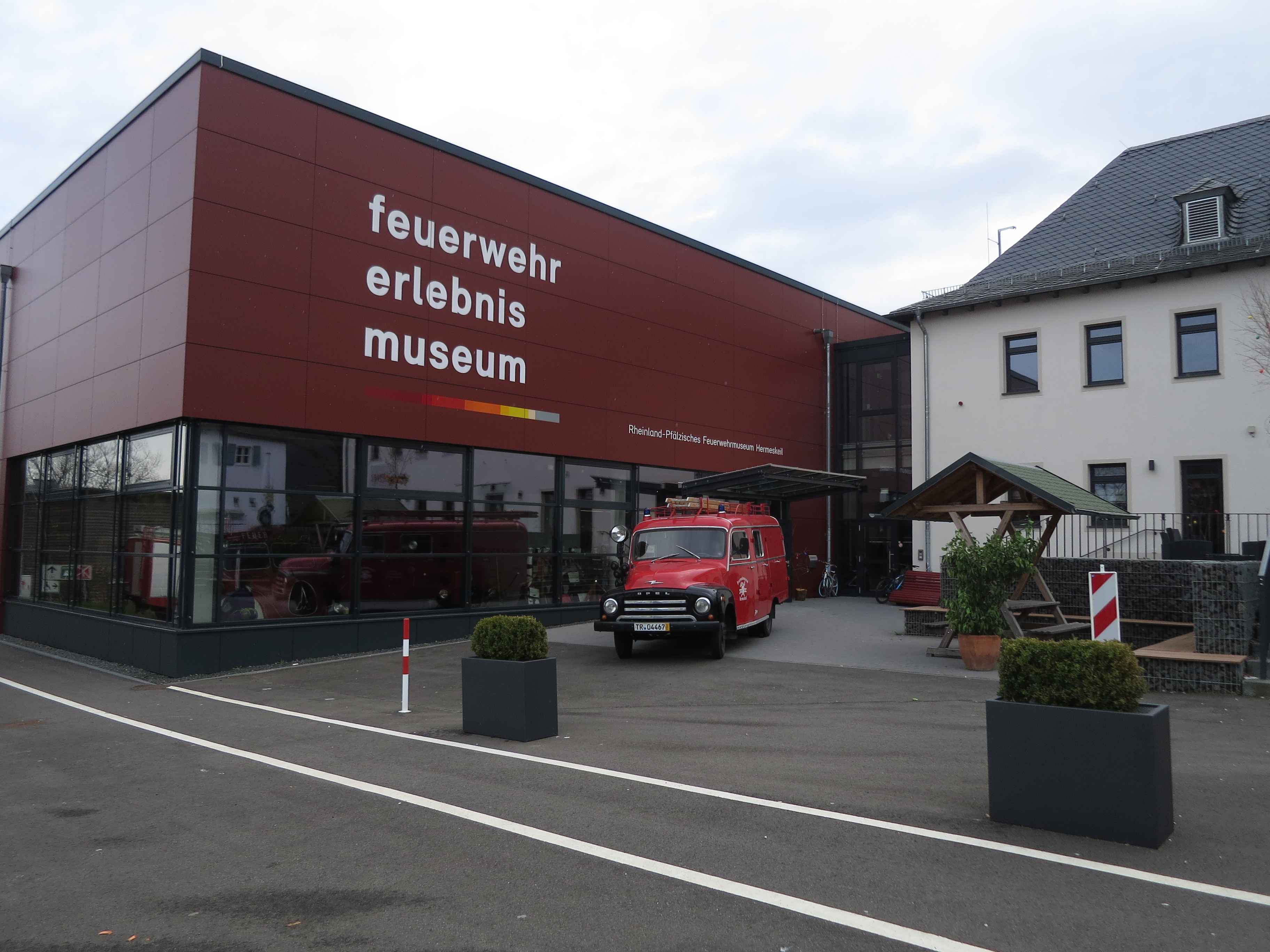
feuerwehr erlebnis museum Hermeskeil, seit 10. April 2014

In seiner Sitzung am 13. April 2010 stimmte der Hermeskeiler Stadtrat unter der Leitung von Stadtbürgermeister Udo Moser grundsätzlich für den Neubau des Feuerwehrmuseums. 3,66 Millionen Euro sollte dieses Projekt kosten. Der Innenminister des Landes Rheinland-Pfalz, Karl-Peter Bruch, sagte der Stadt bei seinem Besuch am 19. März 2011 zu, dass das Land das Projekt mit 65 % bezuschusse. Die Gastronomie war hiervon ausgenommen. Der Hermeskeiler Stadtrat vergab daraufhin in seiner Sitzung am 29. März 2011 die Aufträge (Architekt etc.) für die weitere Planung des Museums.
Stadtbürgermeister Udo Moser, der auch ab Herbst 2011 Vorsitzender des Fördervereins war, engagierte sich stark für den Neubau des Museums und ebnete so den politischen Weg zur Realisierung dieses Vorhabens.
Am 10. Juli 2012 führten u. a. Staatssekretärin Heike Raab und Stadtbürgermeister Udo Moser den Spatenstich für den Neubau durch. Die Planung der Erlebnisausstellung übernahm das Kölner Büro dreiform zusammen mit Museumsleiter Ernst Blasius und Christoph Unger. Im Zusammenhang mit der neuen, interaktiven Erlebnisausstellung trägt das Museum seit der Neueröffnung den Namen feuerwehr erlebnis museum und Rheinland-Pfälzisches Feuerwehrmuseum Hermeskeil noch im Untertitel.
Am 10. April 2014 wurde der Neubau des Feuerwehrmuseums am Neuen Markt in Hermeskeil eröffnet. Bereits 22 Tage nach der Eröffnung konnte der eintausendste Besucher begrüßt werden. Das Museum kann jährlich etwa 10.000 Besucher verzeichnen.
Am 31. Oktober 2014 gab Udo Moser den Vereinsvorsitz an Christoph Unger ab.

## Konzept der Ausstellung
Die Besucher erwartet ein Parcours durch unterschiedliche Themenbereiche. Die Reise beginnt beim Feuer, einem elementaren Baustein des Lebens, dessen Nutzen und Gefahren den Menschen täglich begleiten. Danach erfährt der Besucher, welche Ereignisse die Gründung der ersten Feuerwehren beeinflusst haben, wie man früher Feuer bekämpfte und welche Aufgaben die heutige Feuerwehr hat (Retten, Löschen, Bergen, Schützen). Im letzten Bereich der Ausstellung werden die Werkzeuge der Feuerwehr im Wandel der Zeit und die Entwicklung der Fahrzeuge gezeigt.

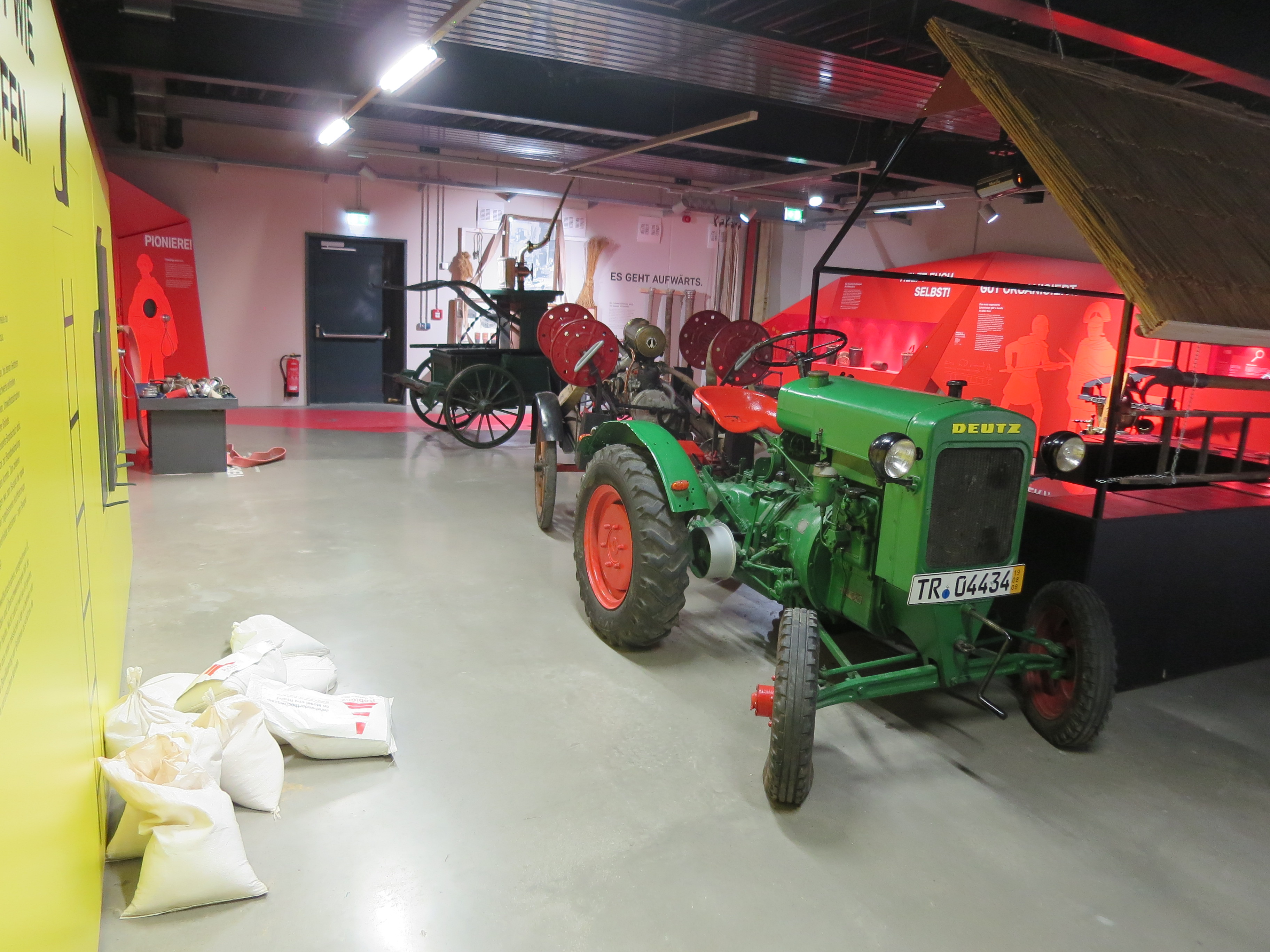
Ausstellungsbereich Ereignisse
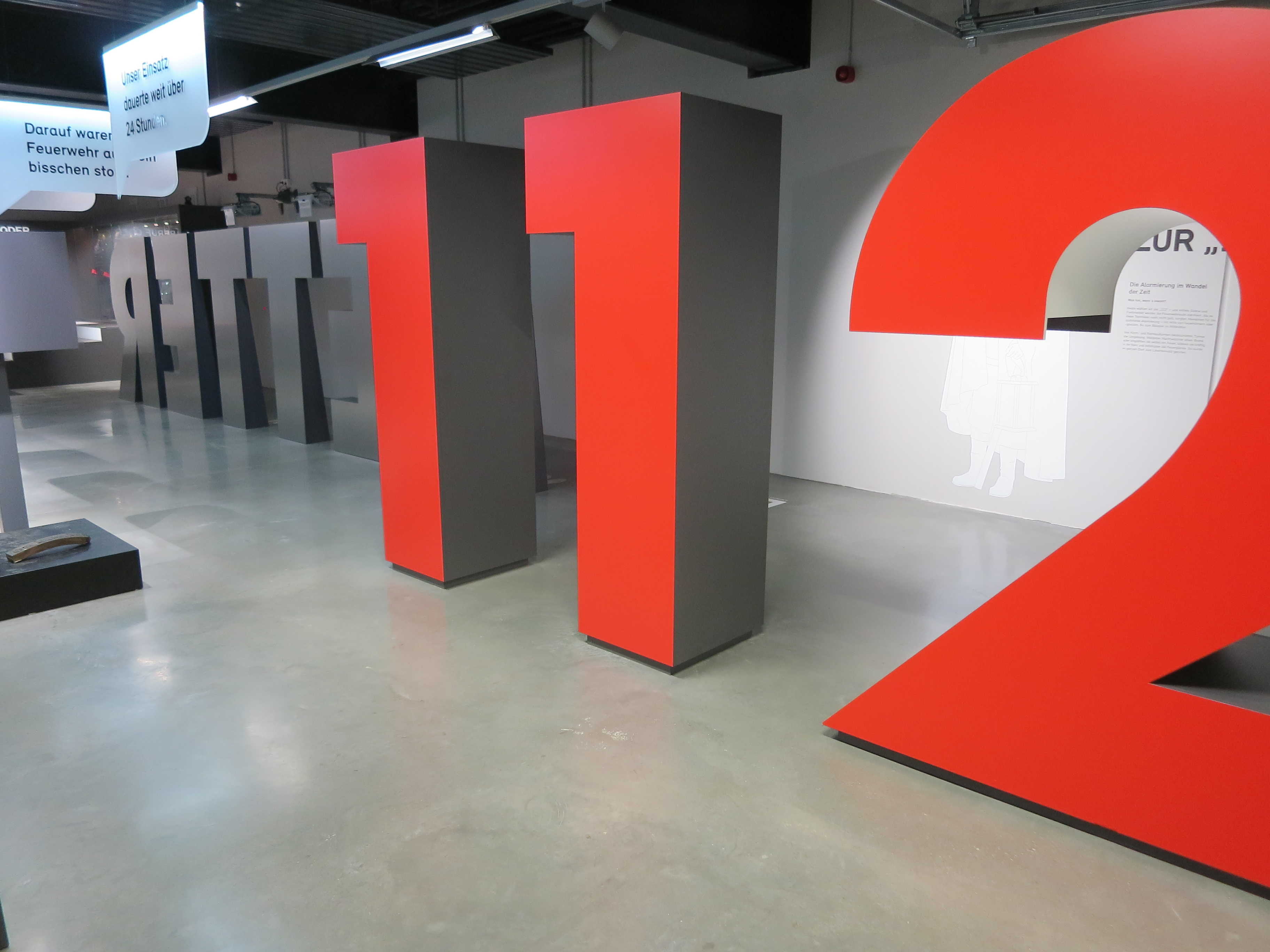
Ausstellungsbereich Protagonisten
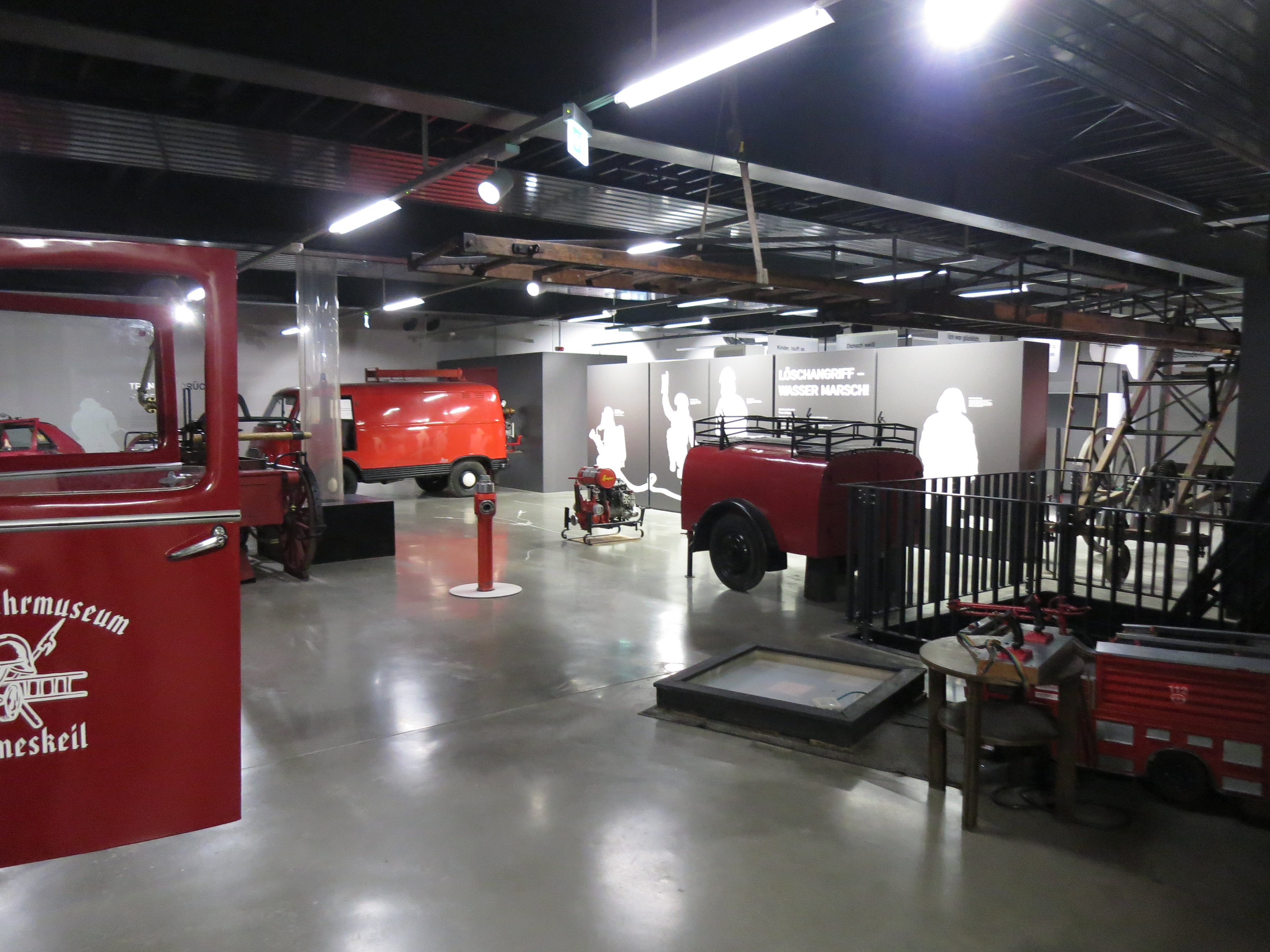
Ausstellungsbereich Tätigkeiten
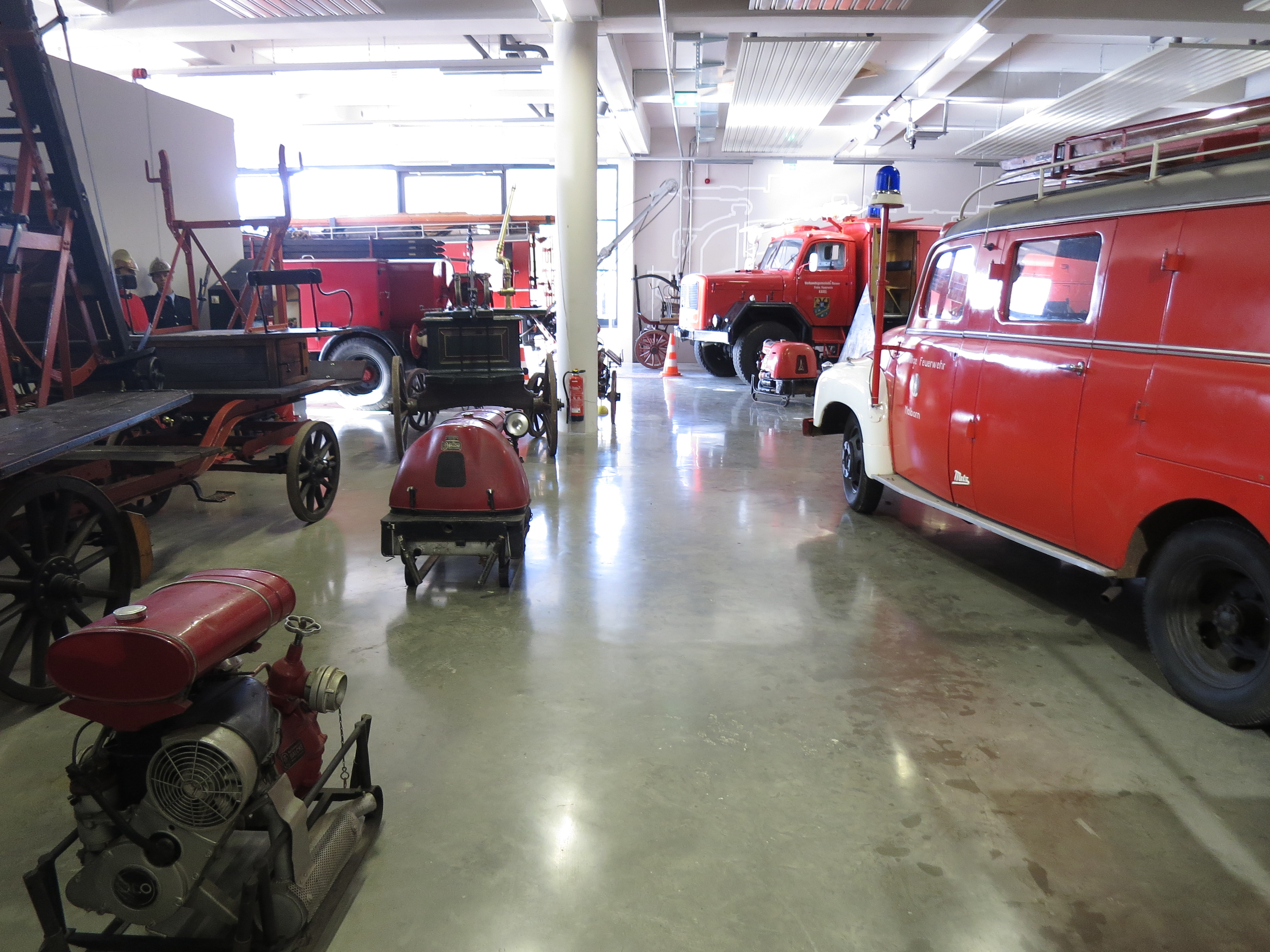
Ausstellungsbereich Werkzeuge

## Besondere Exponate/Ausstellungsstücke

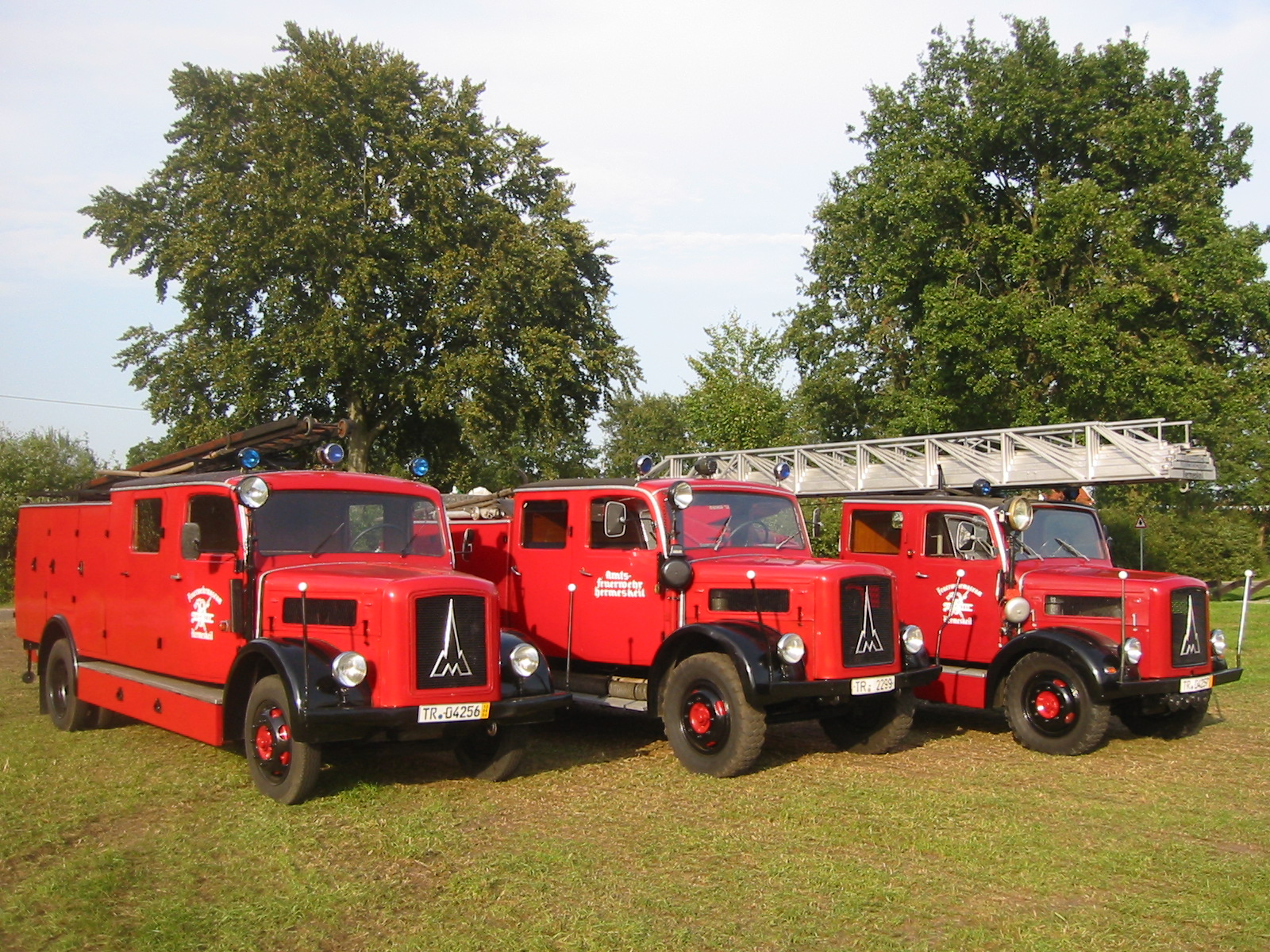
Löschzug des Museums
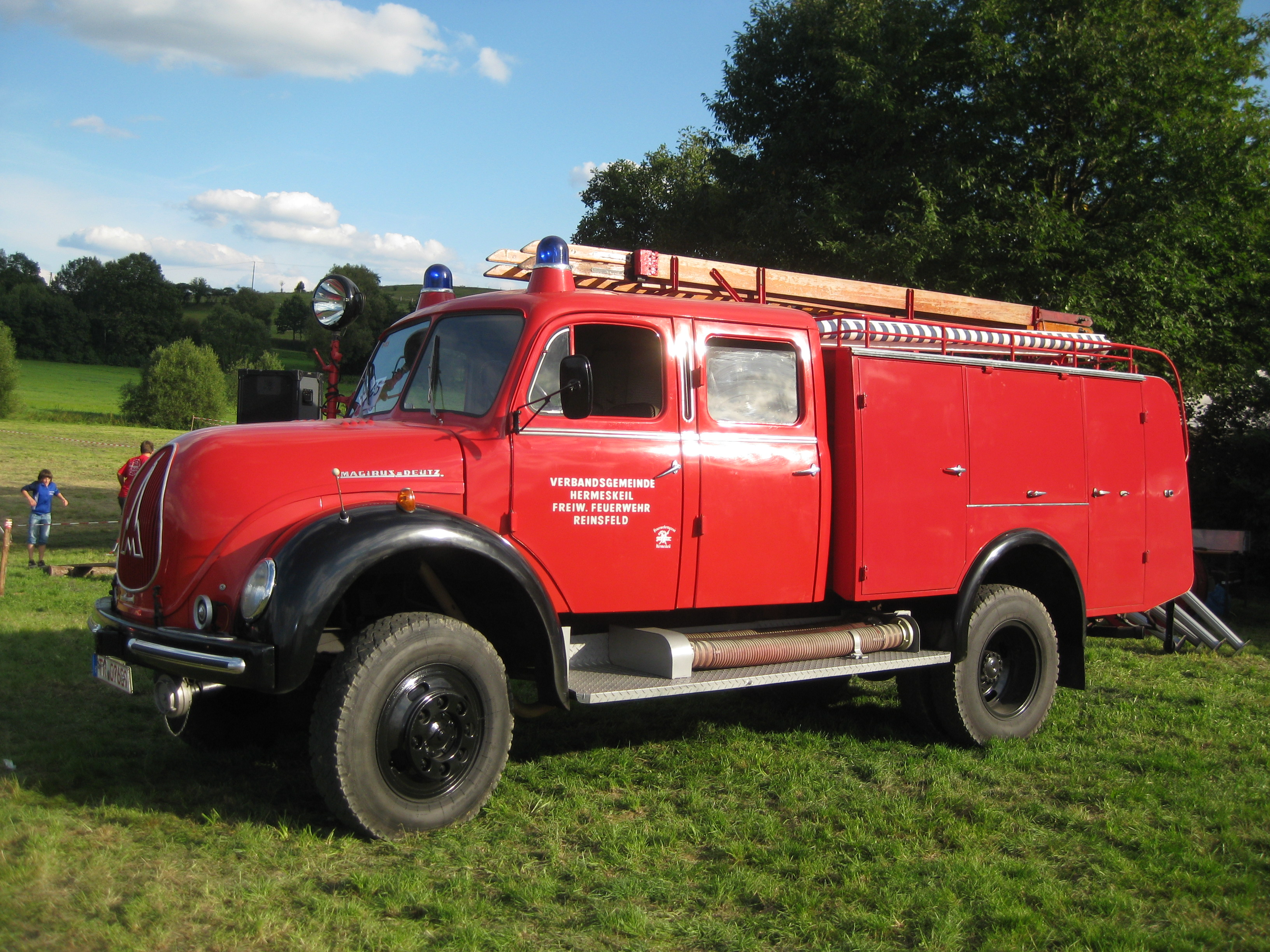
Magirus Rundhauber TLF 16,[3] Baujahr 1961
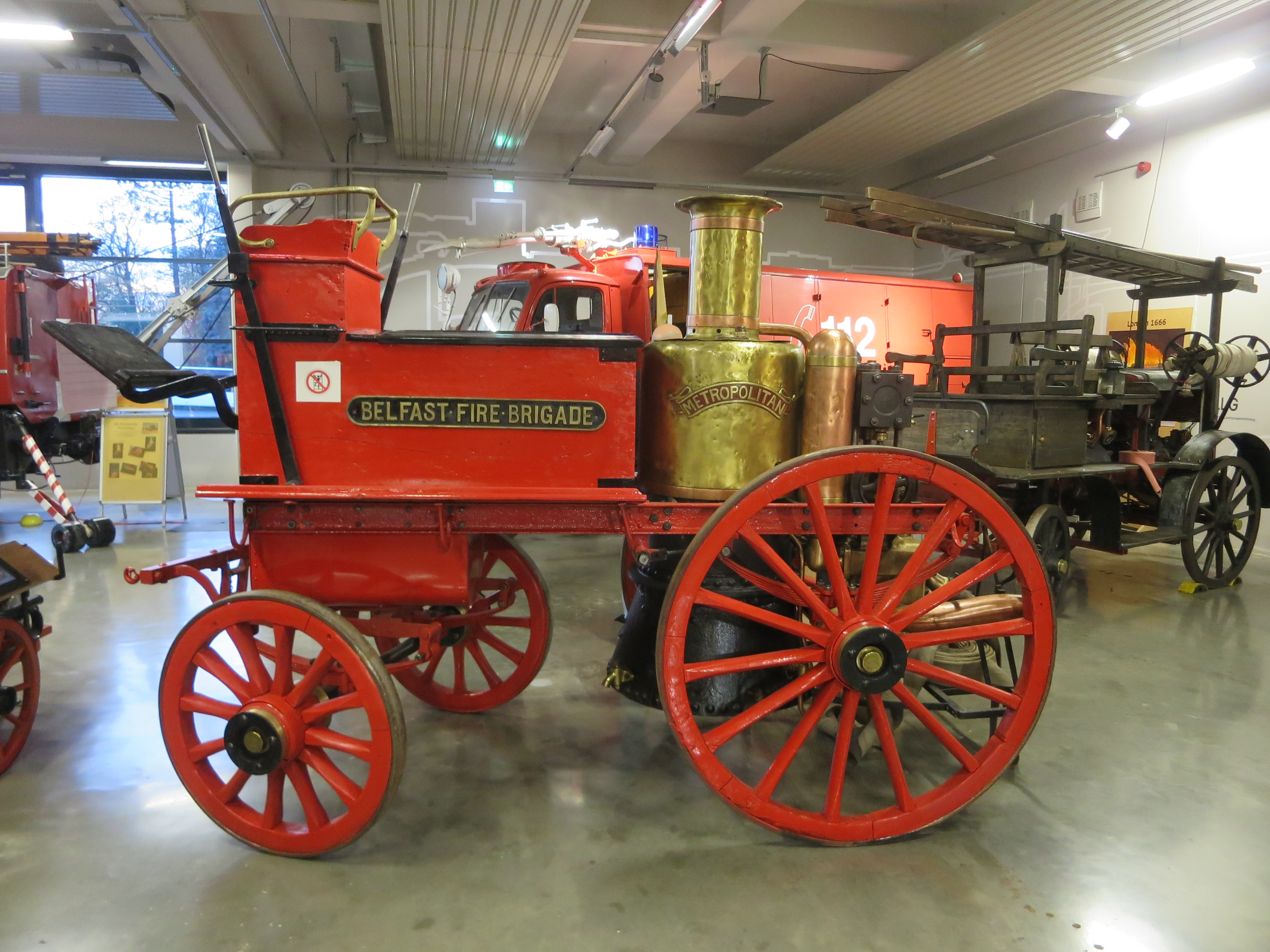
Dampfspritze der Marke Rose, Baujahr 1898
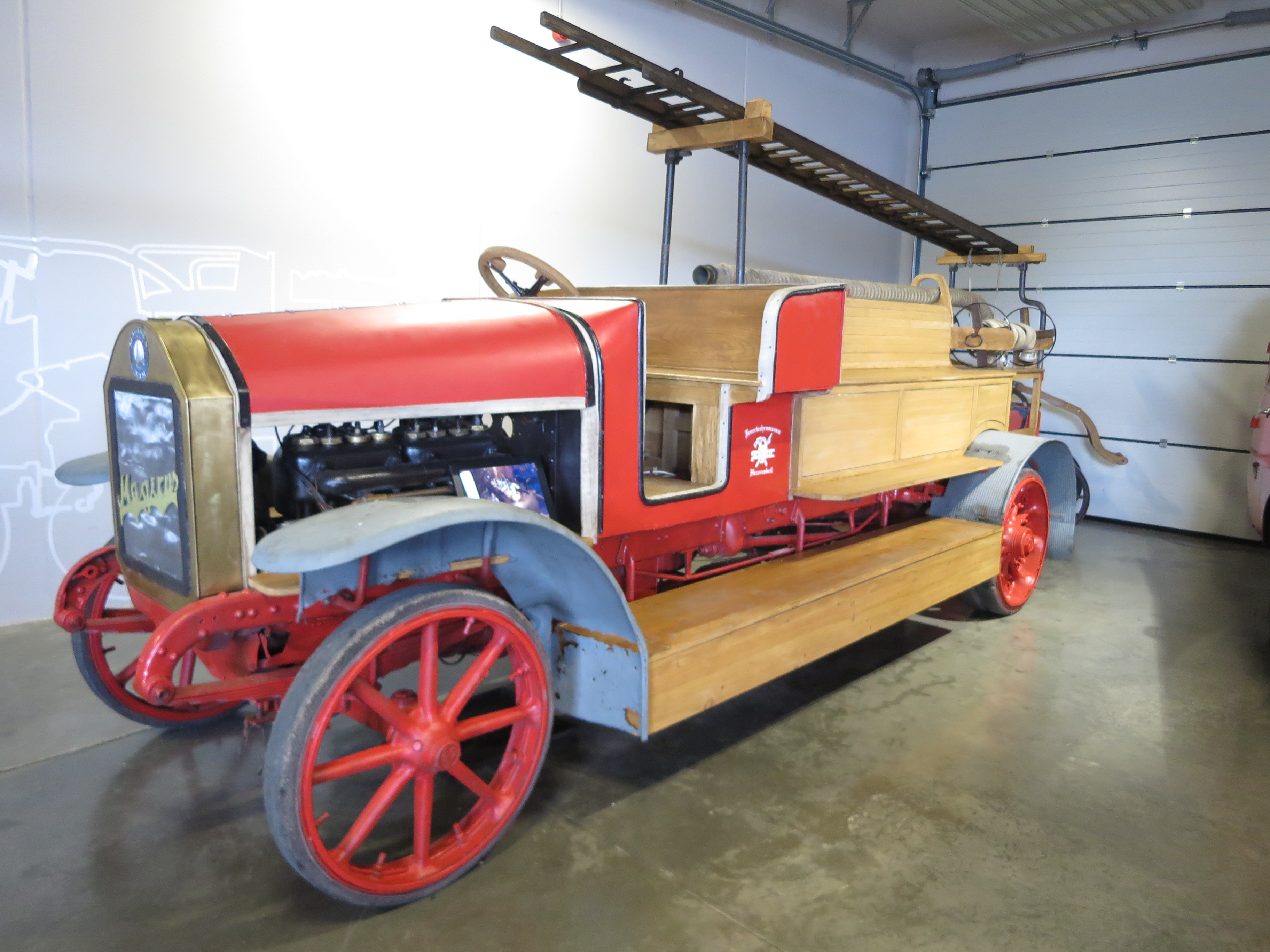
Magirus Kraftspritze, Baujahr 1921

Der Museumslöschzug besteht aus drei Oldtimer-Fahrzeugen, die auf dem gleichen Fahrgestell aufgebaut wurden:
- LF 15 von 1942 von Magirus-Deutz
- TLF 15/48 von 1950 von Magirus-Deutz
- DL 23-2 von 1952 von Magirus-Deutz

## Sammlung Ärmelabzeichen
Das Feuerwehrmuseum Hermeskeil besitzt eine Sammlung von Ärmelabzeichen rheinland-pfälzischer Feuerwehren, die auf einer großen Rheinland-Pfalz-Karte präsentiert werden.

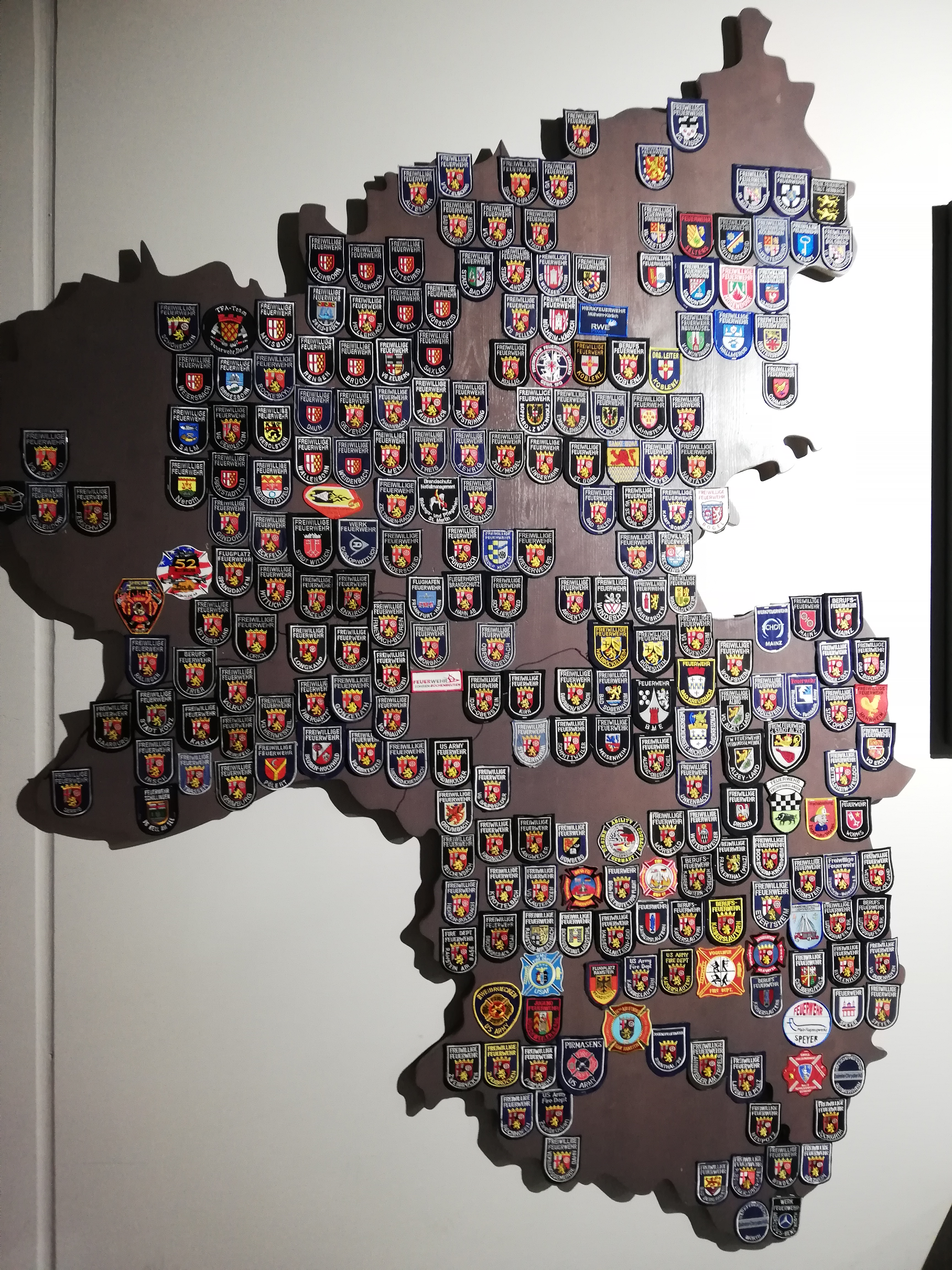
Feuerwehr-Ärmelabzeichen Rheinland-Pfalz
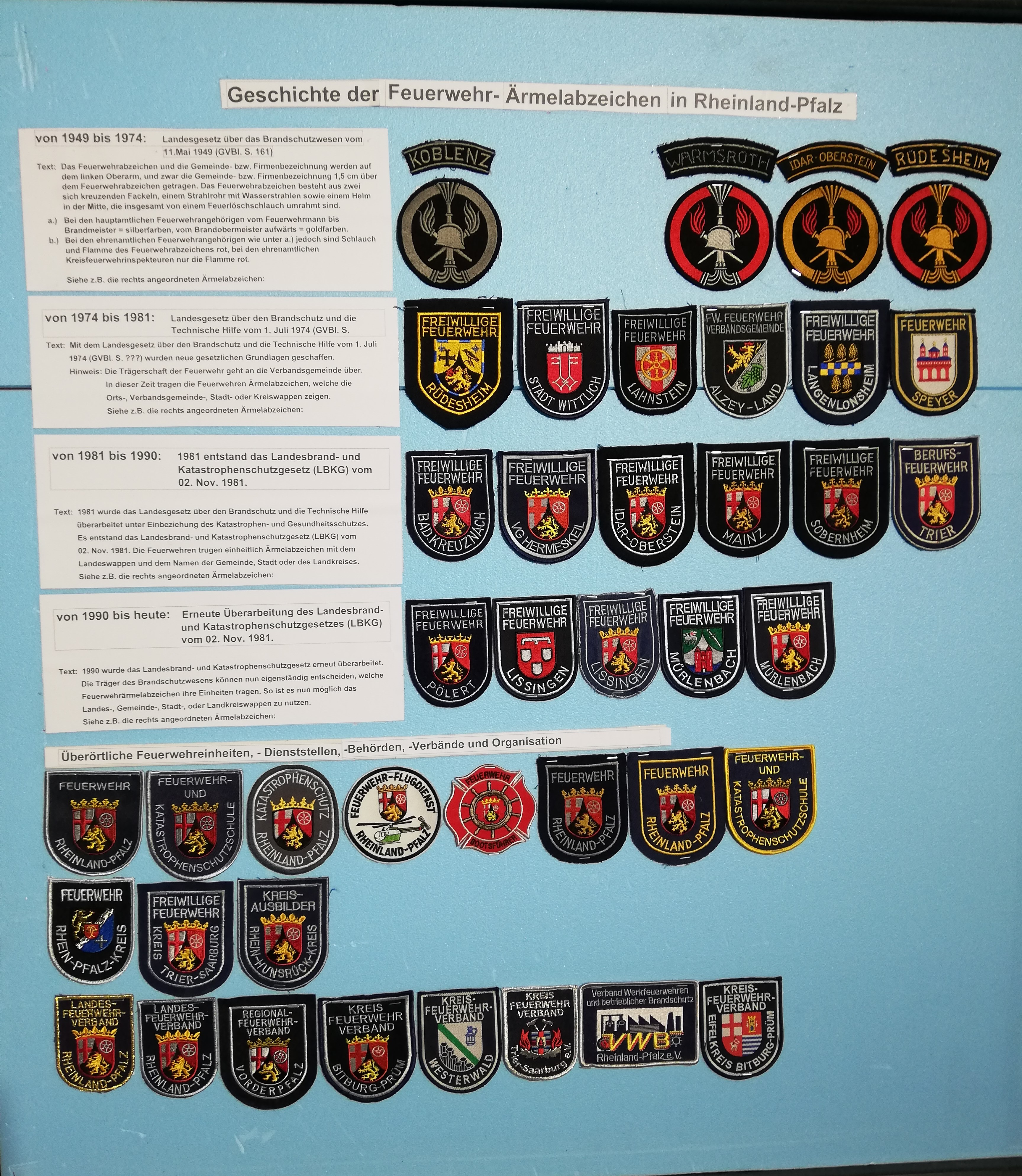
Geschichte der Ärmelabzeichen der rheinland-pfälzischen Feuerwehren

Weitere Ärmelabzeichen aus Deutschland und der ganzen Welt werden auf der Homepage des Museums und in Sonderausstellungen gezeigt und zum Tausch angeboten.